# Sophie Liebknecht

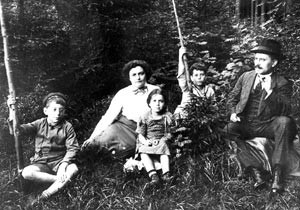
Sophie Liebknecht mit ihrem Ehemann Karl und dessen Kindern aus erster Ehe, 1913

Sophie (Sonja) Borissowna Liebknecht (geborene Ryss, * 18. Januar 1884 in Rostow am Don; † 11. November 1964 in Moskau) war Sozialistin, Kunsthistorikerin und Feministin. Sie war die zweite Ehefrau von Karl Liebknecht nach Julia Liebknecht und eine enge Freundin Rosa Luxemburgs.
Sophies Eltern waren der jüdische Kaufmann Boris Ryss und seine Frau Olga. Nachdem sie Mädchengymnasien in Rostow und Lausanne besucht hatte, studierte sie 1905 bis 1909 an der Berliner Humboldt-Universität und in Heidelberg Geschichte  und Kunstgeschichte. In Heidelberg promovierte sie 1909 zum Dr. phil. Ihre Promotion mit dem Titel Maria Magdalena in der toskanischen Malerei des Trecento wurde mit magna cum laude bewertet. Sie arbeitete an der Kunsthalle Mannheim und der Volksuniversität Wien als Dozentin.
Karl Liebknecht lernte sie noch während ihres Studiums 1906 kennen und begann Quellen zur Folge eine Liebesbeziehung mit ihm. Karls Ehefrau Julia starb 1911; ein Jahr später heirateten Sophie und Karl Liebknecht. Er brachte seine drei Kinder Wilhelm, Robert und Vera mit in die Ehe, um die sich Sophie als Stiefmutter insbesondere während der Inhaftierung des Vaters 1916 aufgrund seiner Verurteilung als „Landesverräter“ kümmerte.
Sophie war zunächst Mitglied der SPD, trat aber im Jahr 1918 in die von ihrem Mann gegründete KPD ein. Kurz nach der Niederschlagung des Berliner Januaraufstands wurde Karl Liebknecht von Angehörigen der Garde-Kavallerie-Schützen-Division 1919 ermordet. Daraufhin arbeitete Sophie zunächst in der Sowjetischen Botschaft Unter den Linden in Berlin. Der Aufstieg der Nazis bewog sie dazu, das Land zu verlassen. Sie zog 1934 über London in die Sowjetunion und verbrachte den Rest ihres Lebens in Moskau. Sie arbeitete dort bis 1958 als Deutschlehrerin an einer Hochschule und im Außenministerium. Sie starb 1964 im Alter von 80 Jahren in Moskau.
Ihre Urne wurde nach Berlin überführt und am 15. Januar 1965 auf dem Zentralfriedhof Friedrichsfelde in der Grabanlage Pergolenweg beigesetzt. An ihrer Beerdigung nahmen ihre Stiefsöhne Robert und Wilhelm und weitere Angehörige teil. Außerdem waren Mitglieder des Zentralkomitees der SED und Veteranen der Arbeiterbewegung anwesend. Ihre Stiefsöhne wurden später ebenfalls in der Grabstätte beigesetzt. 

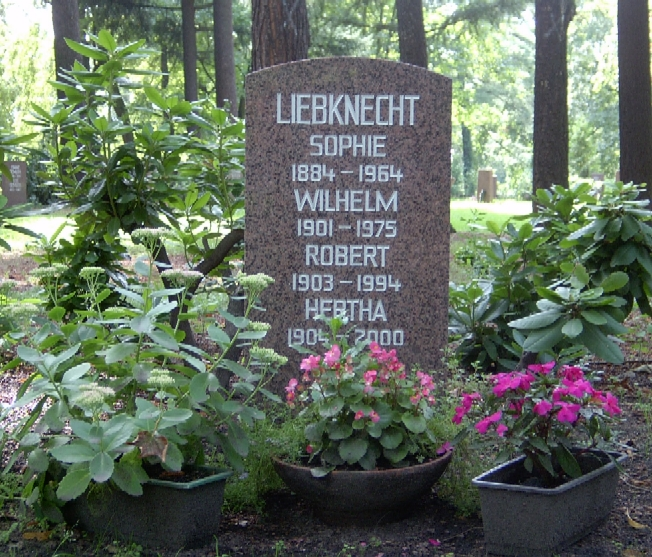
Grab von Sophie Liebknecht, Robert Liebknecht und weiteren Familienmitgliedern auf dem Zentralfriedhof Friedrichsfelde

Sophie Liebknechts Memoiren (Erinnerungen in Einzelskizzen), die nach 1960 entstanden, sind in den „Karl Liebknecht Papers“ der Öffentlichkeit zugänglich. Außerdem wurden große Teile der Korrespondenz von Sophie Liebknecht mit ihrer Freundin Rosa Luxemburg veröffentlicht. Diese sprach Sophie darin häufig mit innigen Kosenamen an: »Meine geliebte kleine Sonitschka«, »Sonjuscha, mein liebes Vöglein!«, »Sonjuscha, mein Liebling«.